# Рила (община)
Рила (болг. Община Рила) — община в Болгарии. Входит в состав Кюстендилской области. Население составляет 3683 человека (на 14 ноября 2008 года).

## Состав общины
В состав общины входят следующие населённые пункты:
| №  | населённый пункт   | жителей, чел. | Код ЕКАТТЕ |
| -- | ------------------ | ------------- | ---------- |
| 1. | село Падала        | 40            | 55083      |
| 2. | село Пастра        | 294           | 55539      |
| 3. | город Рила         | 3094          | 62671      |
| 4. | Рильский монастырь | 72            | 62685      |
| 5. | село Смочево       | 263           | 67698      |

## Власть
Кмет (мэр) общины Рила — Георги Давидков Кабзималски (независимый) по результатам выборов в правление общины.